# Alysicarpus naikianus
Alysicarpus naikianus là một loài thực vật có hoa trong họ Đậu. Loài này được Pokle miêu tả khoa học đầu tiên.